# Disordini di Brixton del 1995
I disordini di Brixton del 1995 iniziarono il 13 dicembre dopo la morte di Wayne Douglas, un uomo di colore di 26 anni, in custodia della polizia. Douglas, poche ore prima,  aveva derubato, minacciandoli con un coltello e in casa loro, una coppia di coniugi. I problemi scoppiarono dopo una protesta pacifica organizzata al di fuori della stazione di polizia di Brixton, dove era avvenuta la morte. Diverse centinaia di persone coinvolte provocarono nella zona danni alle cose e ai veicoli. La polizia isolò un'area di 3,21 km attorno Brixton, a sud di Londra.
La rivoltà durò per cinque giorni, vennero arrestate 22 persone,  accusate di disturbo della quiete pubblica, furto e vandalismo. Tre agenti di polizia furono feriti.  Il vice Primo Ministro dell'epoca, Michael Heseltine, condannò la rivolta e affermò che "... gli sforzi per migliorare Brixton sarebbero continuati".

## Motivi
Il New York Times riferì che gli abitanti erano furiosi per la morte di un uomo di colore sotto custodia della polizia e vedevano la rivolta come un'espressione dell'alienazione in un'area impoverita e devastata dalle rivolte del 1981. Il New York Times riportò le parole di Harold Douglas, 39, che affermò: 

"Ieri notte è successo tutto perché l'unica occasione in cui un nero viene visto e ascoltato è quando esce per strada... Hanno fatto milioni di sterline di danni e la gente se ne sta accorgendo."

A una conferenza stampa, il commissario di polizia dell'epoca Paul Condon affermò:

"Ieri sera non si è trattato di una rivolta di Brixton, ma di una piccola minoranza di criminali e facinorosi che, come sempre, attendevano un'occasione per dare il via ad attività criminali."

All'epoca dei fatti un cittadino riferì:

"La gente del posto non è solo arrabbiata per la morte di Wayne Douglas ma per l'intera gentrificazione di Brixton. Le case popolari e le case occupate da squatter sono state svendute a pub del quartiere come l'Atlantic, da sempre gestito da gente di colore, ha riaperto la scorsa settimana con il nome di 'The Dog Star', gestito da yuppie. Nella furia, hanno fatto irruzione, l'hanno saccheggiato e dato alle fiamme. Il piano di sviluppo City Challenge da 33 milioni che include anche le telecamere a circuito chiuso va a beneficio delle sole grandi società, non agli ambulanti del quartiere."

SchNews ha riportato le parole di un altro abitante del quartiere, identificato come "Joyce", che affermò:

"La gente stava issando le barricate. C'erano centinaia di persone coinvolte, soprattutto giovani, sia bianchi che neri, ed erano del posto, non venivano da fuori. È stata la concomitanza tra la morte di quest'uomo di colore morto in mano alla polizia e lo stato in cui Brixton si trova al momento. Con il City Challenge, la città è in mano agli yuppie, mentre i centri per l'impiego, i parco-giochi e le biblioteche stanno chiudendo."

## La rivolta
Il picchetto alla Stazione della Polizia di Brixton, a seguito della morte di Douglas, apparentemente si trasformò in una manifestazione lungo la Brixton Road. La violenza scoppiò a seguito di uno scontro tra la polizia e circa 100 dimostranti. Alcuni testimoni hanno riferito di avere sentito gruppi di giovani di colore urlare alla polizia : "Assassini !, assassini ! " Alcuni testimoni oculari hanno descritto la presenza della polizia alla manifestazione come, in un atteggiamento "incredibilmente autoritario".
La BBC parlò di centinaia di giovani che parteciparono alle rivolte. I rivoltosi hanno attaccato la polizia, depredato negozi e incendiato automobili. Stando a quanto disse la polizia, "gli agenti indossavano la divisa protettiva perché ci erano stati segnalati lanci di oggetti contundenti."

## Morte di Wayne Douglas
Wayne Douglas era sotto custodia della polizia per essere interrogato su un furto con scasso da lui compiuto. La polizia riferì che stramazzò al suolo nella Stazione di Polizia di Brixton,  mentre era sotto interrogatorio. Nonostante l'autopsia avesse chiarito che Douglas morì per un attacco cardiaco, l'inchiesta sulla sua morte dimostrò che era stato costretto a stare disteso per terra con le mani ammanettate dietro la schiena in quattro diverse occasioni. L'autopsia rivelò inoltre che Douglas soffriva di una malattia cardiaca.